# Право складу
Право складу — форма організації і регламентації торгівлі доби феодалізму. Надавалося державною владою торговельним центрам транзитного значення. П.с. фактично володів із 15 ст. Київ (найпізніші його документальні пам'ятки належать до середини 17 ст.), із середини 14 ст. – Володимир, Луцьк, Львів. Надавалося також на склад окремих видів товарів: волоських вин, солі, прісного меду, особливо часто – в 17 ст. Вимагало, щоб іноземні купці зупинялися у складових містах, торгували там протягом певного часу – від кількох днів до кількох тижнів, збуваючи товари, що підлягали складу, не приїжджим купцям, а місцевим жителям, як правило – оптом тощо. Служило фіскальним цілям, сприяючи стягненню торговельних податків. Елементи П.с. зберігалися в торговельній практиці до 19 ст.